# 伊戈尔·尤里耶维奇·马卡里欣
伊戈尔·尤里耶维奇·马卡里欣（俄语：И́горь Ю́рьевич Макари́хин；1964年6月18日—），俄罗斯数学物理学博士，教授，彼尔姆国立大学主管教学工作的副校长（2002-2010年），校长（从2010年）。

## 个人履历
1986年毕业于彼尔姆国立大学物理系。
1985到1988年—工程师，1988到1995年—彼尔姆国立大学通用物理教研室助理，1986到1988年在通用物理教研室完成了研究生学习。
从1996年始—担任彼尔姆国立大学信息网络ICC处处长，从1997年始在彼尔姆国立大学物理系任教。
1998-2002年—彼尔姆国立大学教育处处长。
在1999-2000年同时也兼任彼尔姆国立大学信息网络ICC处首席程序员，从2000年始—高级教师，2000-2011—兼任通用物理教研室副教授。
从2000年始—物理数学系副博士。
1997-1999年—彼尔姆地区《开发社会》研究所（索罗斯基金会）项目协调员。
从2002年5月始—担任彼尔姆大学主管教学事务的副校长。